# Lista över Irlands nationalparker
Detta är en lista över Irlands nationalparker.
Irland har sex nationalparker. Den äldsta är Killarney nationalpark som inrättades 1932. Den yngsta är Ballycroy nationalpark som inrättades 1998. Störst är Wicklow Mountains nationalpark som har en yta på 205 km². Minst är Burren nationalpark som har en yta på 15 km².
| Namn              | Bild | Grevskap | Area (km²) | Inrättad |
| ----------------- | ---- | -------- | ---------- | -------- |
| Ballycroy         |      | Mayo     | 110        | 1998     |
| Connemara         |      | Galway   | 30         | 1990     |
| Glenveagh         |      | Donegal  | 170        | 1984     |
| Killarney         |      | Kerry    | 105        | 1932     |
| Burren            |      | Clare    | 15         | 1991     |
| Wicklow Mountains |      | Wicklow  | 205        | 1991     |